# Jacek Falfus
Jacek Eugeniusz Falfus (ur. 1 lutego 1951 w Siemianowicach Śląskich) – polski polityk, samorządowiec i geodeta, poseł na Sejm IV, V, VI, VII i VIII kadencji.

## Życiorys
Ukończył studia na Wydziale Geodezji Górniczej Akademii Górniczo-Hutniczej. Pracował w OPGK Kraków, w latach 1978–1990 był kierownikiem robót w przedsiębiorstwie Geoprojekt. Od 1990 do 1998 pełnił funkcję wójta gminy Kozy. W latach 1998–2001 był starostą i radnym powiatu bielskiego z listy Akcji Wyborczej Solidarność.
Jest współzałożycielem i prezesem Stowarzyszenia Instytut Południowy w Bielsku-Białej, a także inicjatorem oraz członkiem zarządu polsko-słowacko-czeskiego Euroregionu Beskidy.
Działał w Zjednoczeniu Chrześcijańsko-Narodowym. W wyborach w 1991 bez powodzenia ubiegał się o mandat poselski z listy Wyborczej Akcji Katolickiej. W wyborach parlamentarnych w 2001 i 2005 był wybierany na posła na Sejm, startując z listy Prawa i Sprawiedliwości w okręgu bielskim. W wyborach parlamentarnych w 2007 po raz trzeci uzyskał mandat poselski, otrzymując 18 814 głosów. W wyborach do Parlamentu Europejskiego w 2009 bez powodzenia kandydował w okręgu śląskim. W wyborach do Sejmu w 2011 z powodzeniem ubiegał się o reelekcję, dostał 11 391 głosów. Również w 2015 został wybrany do Sejmu, otrzymując 9439 głosów. Nie wystartował w kolejnych wyborach w 2019.